# Bade İşçil
Bade İşçil (Estambul, 8 de agosto de 1983) es una actriz turca.

## Vida y carrera
Bade İşçil nació el 8 de agosto de 1983 en Estambul. Se graduó del Departamento de Moda y Diseño de la Universidad de Yeditepe. Tuvo su debut actoral en 2007, con un rol en Metropol Cafe, del canal Cine5. Desde 2009 hasta 2011, interpretó el personaje de Şebnem Sertuna en Ezel. Luego, integró el reparto de la serie Kuzey Güney. El 31 de mayo de 2013, İşcil se casó con el empresario Malkoç Süalp, a quien conoció en marzo, y más tarde dio a luz a su hijo Azur. Después, la pareja se divorció.

## Filmografía

### Televisión
| Año       | Programa              | Rol            | Notas             |
| --------- | --------------------- | -------------- | ----------------- |
| 2007      | Metropol Cafe         | Şebnem         |                   |
| 2009-2011 | Ezel                  | Şebnem Sertuna | Papel de reparto  |
| 2011-2013 | Kuzey Güney           | Banu Sinaner   | Papel de reparto  |
| 2017-2018 | Ufak Tefek Cinayetler | Pelin Kaner    | Papel protagónico |

## Premios
| Año  | Premio                        | Categoría                         | Trabajo     |
| ---- | ----------------------------- | --------------------------------- | ----------- |
| 2012 | Gaceta Ayaklı Estrellas de TV | Mejor actriz de reparto dramática | Kuzey Güney |
| 2012 | Universidad de Galatasaray    | Mejor actriz                      | Kuzey Güney |